# Shashe

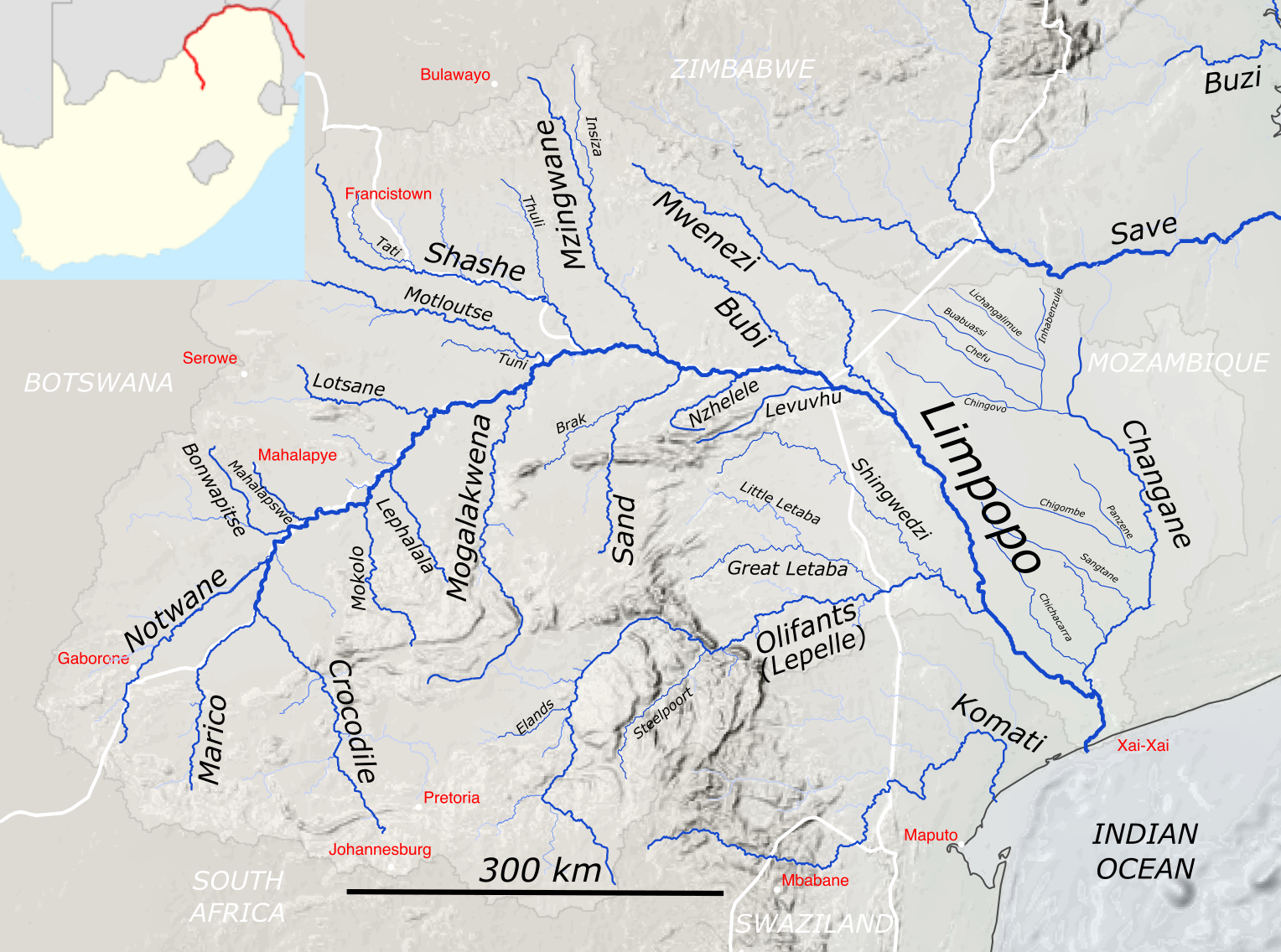
Limpopos avrinningsområde med Shashe i nordväst

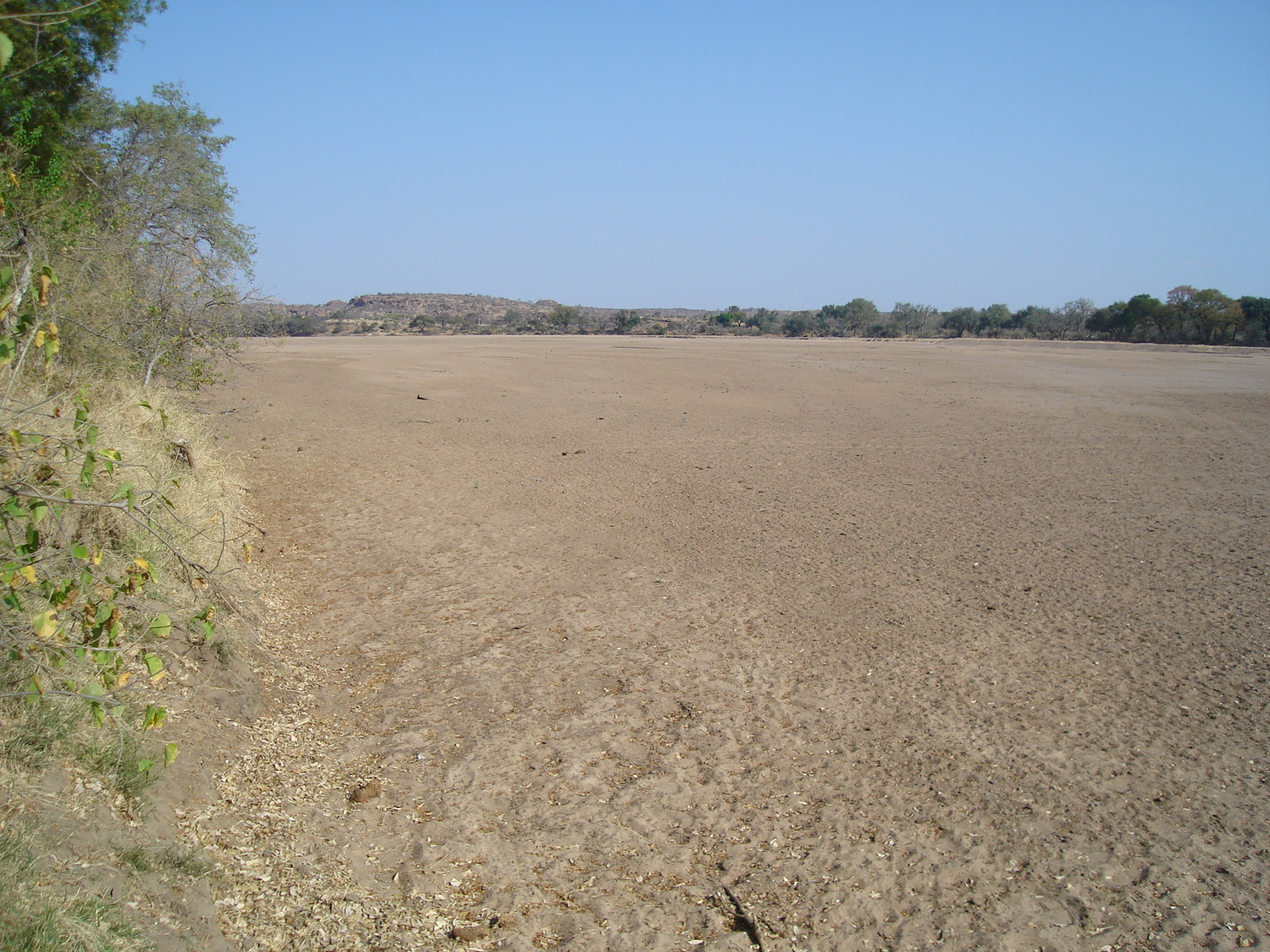
I Shashe rinner det bara vatten några dagar om året.

Shashe (även Shashi) är en flod i södra Afrika. Den är biflod till Limpopo och gränsflod mellan Botswana och Zimbabwe. Det flyter vatten i den bara några dagar om året.